# Gjepalaj
Gjepalaj is een plaats en voormalige gemeente in de stad (bashkia) Shijak in de prefectuur Durrës in Albanië. Sinds de gemeentelijke herindeling van 2015 doet Gjepalaj dienst als deelgemeente en is het een bestuurseenheid zonder verdere bestuurlijke bevoegdheden. De plaats telde bij de census van 2011 3449 inwoners.